# Big Shot
Big Shot (Big Shot: Entrenador de élite en Hispanoamérica y El míster en España) es una serie de televisión de comedia, drama y deportes creada por David E. Kelley, Dean Lorey y Brad Garrett para Disney+. Está protagonizada por John Stamos en el papel principal. La serie se estrenó el 16 de abril de 2021.
En septiembre de 2021, se confirmó que la serie tendría una segunda temporada.
El 19 de febrero de 2023, Disney canceló Big Shot después de dos temporadas. 
Posteriormente en mayo del 2023 la serie fue eliminada del servicio de Disney+ junto a varias series originales y de igual forma canceladas.

## Sinopsis
La serie sigue la historia de un entrenador de baloncesto universitario temperamental (John Stamos), quien ha sido despedido de su trabajo, por lo que ahora debe aceptar un trabajo como profesor y entrenador en una escuela secundaria privada exclusivamente para niñas.

## Reparto

### Principales
- John Stamos como Marvyn Korn, un entrenador de baloncesto temperamental que entrena en Westbrook School for Girls en San Diego, California.
- Jessalyn Gilsig como Holly Barrett, la entrenadora asistente con los pies en la tierra de buen humor de las Westbrook Sirens.
- Richard Robichaux como George Pappas, el consejero escolar de Westbrook School for Girls.
- Sophia Mitri Schloss como Emma Korn, la hija adolescente de Marvyn. Se rumora que la actriz decidió dedicar su vida a consagrar a Dios y entró a un convento para ser monja el resto de su vida.
- Nell Verlaque como Louise Gruzinsky, la jugadora estrella y base armadora de las Westbrook Sirens.
- Tiana Le como Destiny Winters, la ala-pívot de las Westbrook Sirens. Habiendo perdido a su padre hace unos años, forma un vínculo con el entrenador Korn.
- Monique Green como Olive Cooper, una jugadora de Westbrook Sirens que está obsesionada con el uso de las redes sociales. Ella no proviene de la riqueza.
- Tisha Eve Custodio como Carolyn «Mouse» Smith
- Cricket Wampler como Samantha «Giggles» Finkman, la escolta de las Westbrook Sirens.
- Yvette Nicole Brown como Sherilyn Thomas, la seria decana de Westbrook School for Girls.

### Recurrentes
- Emery Kelly como Dylan, el interés amoroso de Louise
- Dale Whibley como Lucas, el hermano mayor de Louise.
- Keala Settle como Christina Winters
- Daisha Graf como Angel
- Camryn Manheim como el entrenador McCarthy

### Invitados especiales
- Tony Kornheiser como él mismo
- Michael Wilbon como él mismo

## Producción

### Desarrollo
En octubre de 2019, Disney+ ordenó un drama de diez episodios de una hora de duración basado en una idea original de Brad Garrett, quien le presentó la idea a David E. Kelley y la desarrolló junto con Dean Lorey. El trío junto con Bill D'Elia serían productores ejecutivos con ABC Signature actuando como la casa de producción. Lorey escribiría el guion y D'Elia dirigiría el primer episodio.

### Casting
Con el anuncio de la serie en octubre de 2019, se reveló que John Stamos había sido elegido para el papel principal. A finales de octubre, se dio a conocer el casting de los habituales de la serie, con Shiri Appleby como asistente de entrenador e Yvette Nicole Brown como decana de la escuela, junto con Richard Robichaux como George, Sophia Mitri Schloss como Emma, Nell Verlaque como Louise, Tiana Le como Destiny, Monique Green como Olive, Tisha Custodio como Carolyn 'Mouse' Smith y Cricket Wampler como Samantha 'Giggles'. A fines de enero de 2020, se reveló que Jessalyn Gilsig había reemplazado a Shiri Appleby como Holly para convertir al personaje en un contemporáneo del papel de Stamos. El 19 de noviembre de 2020, Keala Settle y Emery Kelly fueron elegidos para papeles recurrentes. El 30 de abril de 2021, Camryn Manheim, Daisha Graf y Dale Whibley fueron elegidos para papeles recurrentes.

### Rodaje
La filmación principal de Big Shot comenzó en noviembre de 2019 en Los Ángeles. En marzo de 2020, la producción se suspendió debido a la pandemia de COVID-19. La producción de la serie también se cerró por un día en noviembre después de una prueba de COVID-19 que resultó en ser negativa, y por el resto de 2020 en diciembre después de una prueba de COVID-19 que resultó ser positiva. La filmación se reanudó a principios de enero de 2021, pero se detuvo nuevamente a fines de mes después de una segunda prueba positiva de COVID-19.

## Recepción
Para la serie, el agregador de reseñas Rotten Tomatoes informó una calificación de aprobación del 76% con base en 17 críticas, con una calificación promedio de 6.5 / 10. El consenso de los críticos del sitio web dice: «Big Shot lucha por encontrar mucho nuevo que decir, pero cuenta con un desempeño sólido, una disposición dulce y, con un poco de perseverancia, podría convertirse en un programa que vale la pena alentar». Asimismo, el sitio Metacritic obtuvo una puntuación de 63 sobre 100 basada en 7 críticas, lo que indica «críticas generalmente favorables».

## Emisión

### EnEspaña
En abril de 2021 se estrenó la primera temporada en Disney+. En 2022 se emitió la primera temporada en Disney Channel.
En otoño 2022 se estrenó la segunda temporada en Disney+. En 2023 se emitió la segunda temporada en Disney Channel.